# Physotarsus
Physotarsus ist eine Gattung aus der Familie der Schlupfwespen (Ichneumonidae). Sie ist in Süd-, Mittel- und Nordamerika verbreitet.

## Merkmale
Es handelt sich um kleine bis mittelgroße Schlupfwespen. Die Körperlänge beträgt bei den einzelnen Arten 3,2 bis 9,7 Millimeter, die Länge der Vorderflügel ist 3,0 bis 10,4 Millimeter.
Der untere (ventrale) Rand des Clypeus ist in der Mitte verdickt, jedoch nie zu einer zahnartig zugespitzten Verdickung ausgewachsen wie beispielsweise bei der verwandten Gattung Scolobates oder Onarion. Von der dritten verwandten Gattung Catucaba unterscheidet sich Physotarsus durch die verdickte obere Grenze des Clypeus, die bei Catucaba eher dünn ist.
Die Tarsen der Hinterbeine sind, zumindest bei den Männchen, blasig verdickt. Daher kommt auch der Name der Gattung, der aus dem Griechischen stammt.
Die Färbung der einzelnen Arten ist sehr unterschiedlich.

## Verbreitung
Die Gattung Physotarsus ist ausschließlich in der Neuen Welt vertreten. Ihr Verbreitungsgebiet reicht vom nördlichen Argentinien, wo nur eine Art der Gattung beheimatet ist, über Ecuador, Peru und Brasilien nach Mittelamerika und Mexiko sowie in die USA, wo es zehn verschiedene Arten gibt, und nach Kanada in die Provinz Saskatchewan.

## Lebensweise
Wie alle Schlupfwespen sind die Ctenopelmatinae, zu der auch  die Gattung Physotarsus gehört, Parasitoide, das heißt ihre Larven ernähren sich von ihren noch lebenden Wirten, bis diese sterben und die Larven ihre Entwicklung mit der Verpuppung abschließen können. Die Tribus Scolobatini befällt ausschließlich Bürstenhornblattwespen (Argidae). Das Weibchen legt mit ihrem Legstachel ein Ei in die Larve der Blattwespe, die sich dann weiterentwickelt und der Schlupfwespenlarve als Nahrung dient.
Genauer bekannt ist nur die Beziehung der Art Physotarsus adriani zu ihrem Wirtsorganismus, der Bürstenhornblattwespe Trochophora lobata. Es konnte beobachtet werden, wie Anfang November eine Schlupfwespe aus der Larve ihres Wirts schlüpfte. Der November ist der Beginn der trockenen Jahreszeit in Costa Rica, wo Physotarsus adriani vorkommt.

## Systematik
Die Gattung wurde 1966 von Henry K. Townes aufgestellt. Die Typusart ist Tryphon maculipennis Cresson, 1874 aus Costa Rica.
Die Monophylie der Gattung ist anhand morphologischer Gesichtspunkte nicht gesichert darzustellen, da es kein gemeinsames Merkmal (Autapomorphie) gibt. Die Abgrenzung der einzelnen Physotarsus-Arten von den anderen Gattungen der Tribus Scolobatini ist durch das Fehlen von Merkmalen, beispielsweise an den Rändern des Clypeus, gegeben.

### Äußere Systematik
Die Tribus Scolobatini umfasst neben Physotarsus noch die Gattungen 
- Catucaba
- Onarion
- Scolobates

2009 wurde die Tribus Westwoodiini von den Scolobatini abgetrennt und umfasst die in Australien und Asien vorkommenden Gattungen Dictyopheltes, Hypopheltes, Pergaphaga und Westwoodia. Diese sind ziemlich groß und befallen Blattwespen der Familie Pergidae.

### Arten
Die Gattung Physotarsus umfasst 32 Arten:
- Physotarsus adriani Gauld, 1997
- Physotarsus albus Zhaurova, 2009[4]
- Physotarsus bonillai Gauld, 1997
- Physotarsus castilloi Gauld, 1997
- Physotarsus claviger Zhaurova, 2009
- Physotarsus concavus Zhaurova, 2009
- Physotarsus cordatus Zhaurova, 2009
- Physotarsus eliethi Gauld, 1997
- Physotarsus emarginatus Zhaurova, 2009
- Physotarsus flavipennis Zhaurova, 2009
- Physotarsus foveatus Zhaurova, 2009
- Physotarsus gineus Zhaurova, 2009
- Physotarsus glabellus Zhaurova, 2009
- Physotarsus iquitos Reshchikov & Sääksjärvi, 2015[5]
- Physotarsus jamesi Zhaurova, 2009 (Dominica)
- Physotarsus leucohypopygus Zhaurova, 2009
- Physotarsus luteus Zhaurova, 2009
- Physotarsus maculipennis (Cresson, 1874)
- Physotarsus melipennis Zhaurova, 2009
- Physotarsus melotarsus Zhaurova, 2009
- Physotarsus montezuma (Cameron, 1886)
- Physotarsus mishanensis Reshchikov & Sääksjärvi, 2015
- Physotarsus niveus Zhaurova, 2009
- Physotarsus oculatus Zhaurova, 2009
- Physotarsus orellanensis Reshchikov & Sääksjärvi, 2015
- Physotarsus polleti Reshchikov & Sääksjärvi, 2015
- Physotarsus saltilloensis Reshchikov & Sääksjärvi, 2015
- Physotarsus tampobata Reshchikov & Sääksjärvi, 2015
- Physotarsus tonicus Zhaurova, 2009
- Physotarsus truncatus Zhaurova, 2009
- Physotarsus tunchi Reshchikov & Sääksjärvi, 2015
- Physotarsus varicornis (Cameron, 1886)